# Мужская сборная Словакии по баскетболу 3×3
Мужская сборная Словакии по баскетболу 3×3 представляет Словакию на международных соревнованиях по баскетболу 3×3. Управляющим органом является Баскетбольная ассоциация Словакии.
По состоянию на 7 сентября 2024, мужская сборная Словакии по баскетболу 3×3 занимает 35-е место в мировом рейтинге ФИБА мужских сборных по баскетболу 3×3.

## Результаты выступлений
| Турнир                             | Золото | Серебро | Бронза | Всего |
| ---------------------------------- | ------ | ------- | ------ | ----- |
| Чемпионат Европы по баскетболу 3×3 | —      | —       | —      | —     |
| Итого                              | —      | —       | —      | —     |

### Чемпионат Европы по баскетболу 3×3
| Год           | Место          | Игры           | Победы         | Поражения      | Состав команды                                                |
| ------------- | -------------- | -------------- | -------------- | -------------- | ------------------------------------------------------------- |
| 2014          | не участвовали | не участвовали | не участвовали | не участвовали | не участвовали                                                |
| Бухарест 2016 | 12             | 2              | 0              | 2              | Jaroslav Ciho, Ondrej Haviar, Juraj Krajčír, Michal Podhorský |
| 2017—н. в.    | не участвовали | не участвовали | не участвовали | не участвовали | не участвовали                                                |